# عصب‌شناسی
عصب‌شناسی یا نورولوژی (به انگلیسی: Neurology) دانش مطالعهٔ ساختار، کارکرد و بیماری‌های دستگاه عصبی جانداران است. موضوع عصب‌شناسی بررسی دستگاه عصبی جانداران در سطوح گوناگون از سلولی و مولکولی تا آناتومی، علوم رفتاری، و آسیب‌شناسی پزشکی است. واژهٔ عصب‌شناسی برگردان واژهٔ انگلیسی Neurology (نورولوژی) است ولی موارد به‌کارگیری این واژه در فارسی و انگلیسی متفاوت است. عصب‌شناسی در فارسی برابر واژهٔ Neuroscience انگلیسی است. به جای واژهٔ عصب‌شناسی از اصطلاحِ علوم عصبی نیز بهره‌گیری می‌شود.

## زیرشاخه‌های عصب‌شناسی
این دانش یکی از زیرشاخه‌های زیست‌شناسی است و از علوم پایهٔ پزشکی به‌شمار می‌آید. عصب‌شناسی خود به زیرشاخه‌هایی تقسیم می‌شود که بیشتر آن‌ها در فارسی نام استاندارد و یکسانی ندارند:
- عصب‌شناسی بالینی، عصب‌پزشکی یا همان نورولوژی (Neurology): شاخه‌ای از دانش پزشکی است که به بیماری‌های عصبی و روش درمان دارویی آن‌ها می‌پردازد.
- عصب‌شناسی رفتاری (Behavioral neurology): به بررسی فرایندهای عصبیِ منجر به رفتارهای گوناگون در موجود زنده می‌پردازد.
- روان‌پزشکی عصبی (Neuropsychiatry): شاخه‌ای از پزشکی است که به مطالعه ارتباط روان‌پزشکی با عصب‌شناسی می‌پردازد. این رشته در تلاش برای درک و نسبت دادن رفتار به برهم‌کنش عوامل عصب‌شناسی و روان‌شناسی اجتماعی می‌باشد.[۱] در روان‌پزشکی عصبی، ذهن «به عنوان یک ویژگی و موجودیت برآمده از مغز» در نظر گرفته می‌شود[۲] درحالی که در سایر تخصص‌های رفتاری و عصبی ممکن است این دو را به عنوان موجودیتهای جداگانه در نظر بگیرند. روان‌پزشکی عصبی دیرینه‌تر از رشته‌های کنونی روان‌پزشکی و عصب‌شناسی است که پیشتر آموزش مشترکی داشتند.[۳]
- روان‌شناسی عصبی (Neuropsychology): ترکیبی از دانش روان‌شناسی و عصب‌شناسی است که با تکیه بر فرایندهای عصبی به دنبال پاسخ پرسش‌های دانش روان‌شناسی می‌گردد.
- آناتومی عصبی (Neuroanatomy): بررسی ماکروسکوپی شکل اندامهای عصبی همانند مغز و نخاع را بر دوش دارد.
- عصب‌شناسی شناختی (Neurocognition): شناخت (cognition) رویکردی در دانش روان‌شناسی است و عصب‌شناسی شناختی به مسائل این رویکرد از دریچهٔ فرایندهای عصبی می‌نگرد.
- فیزیولوژی عصبی (Neurophysiology): به چگونگی کارکرد دستگاه‌های عصبی می‌پردازد.
- آسیب‌شناسی عصبی (Neuropathology): به مطالعه بیماری‌های بافت دستگاه عصبی می‌پردازد که بیشتر این مطالعات در چارچوب بافت‌برداری با جراحی‌های کوچک یا با کالبدگشایی کل بدن صورت می‌گیرد.
- جراحی مغز و اعصاب (Neurosurgery): یک رشتهٔ تخصصی و فوق تخصصی پزشکی است در رابطه با پیشگیری، تشخیص، درمان و توانبخشی اختلالاتی که بر هر بخش از دستگاه عصبی شامل مغز، نخاع، اعصاب پیرامونی و دستگاه عروق مغزی خارج از جمجمه تأثیرگذار است.[۴][۵][۶]
- علوم اعصاب (Neuroscience): دانش مطالعهٔ دستگاه عصبی و زیرشاخه‌ای چندرشته‌ای از زیست‌شناسی است که با بهره‌گیری از فیزیولوژی، آناتومی، زیست‌شناسی تکاملی و زیست‌شناسی سلولی و مولکولی، مدل‌سازی ریاضی و روان‌شناسی به درک ویژگی‌های نورون‌ها و مدارهای عصبی می‌پردازد. یک دانش میان رشته‌ای است و در واقع با دیگر رشته‌های دانش مانند روان‌شناسی، شیمی، رایانه، مهندسی، زبان‌شناسی، ریاضی، پزشکی، فیزیک و فلسفه همکاری دارد.

## جُستارهای وابسته
- علوم محاسباتی اعصاب
- فیزیولوژی عصبی بالینی (Clinical neurophysiology)
- جایزه کاولی